# Slatina (Loznica)
Pour les articles homonymes, voir Slatina.
Slatina (en serbe cyrillique : Слатина) est un village de Serbie situé sur le territoire de la ville de Loznica, district de Mačva. Au recensement de 2011, il comptait 69 habitants.

## Démographie
| 1948 | 1953 | 1961 | 1971 | 1981 | 1991 | 2002 | 2011 |
| ---- | ---- | ---- | ---- | ---- | ---- | ---- | ---- |
| 394  | 408  | 391  | 319  | 274  | 287  | 214  | 69   |

|  |